# Самоархівування
Самоархівування — розміщення автором безплатного примірника електронного документа у всесвітній мережі з метою забезпечення відкритого доступу до нього. Термін зазвичай стосується самоархівування статей наукових рецензованих журналів та матеріалів конференцій, а також дисертацій, результатів наукових досліджень та ін. в інституційному репозитарії для підвищення його доступності, використання та цитування.
Самоархівування є одним із двох методів для забезпечення відкритого доступу. Це іноді називають «зеленим шляхом» до відкритого доступу, тоді як інший — публікація у журналі відкритого доступу — «золотий шлях».
Ідея самоархівування набула поширення після Будапештської ініціативи відкритого доступу (англ. Budapest Open Access Initiative - BOAI) 2001 року.